# Кюлаотс, Кайдо
Кайдо Кюлаотс (эст. Kaido Külaots; род. 28 февраля 1976, Пярну) — эстонский шахматист, гроссмейстер (2001). Окончил Тартуский университет.
В составе национальной сборной участник 7-и Олимпиад (1998—2010).
Многократный чемпион Эстонии (1999, 2001, 2002, 2003, 2008, 2009, 2010, 2014, 2020, 2023).
На первенстве мира U-18 1993 года — 1-3 место, классифицирован третьим.
Аэрофлот Опен (2019) — 1-е место.

## Изменения рейтинга
| Графики недоступны из-за технических проблем. См. информацию на Фабрикаторе и на mediawiki.org. |